# No Said Date
No Said Date – pierwszy solowy album amerykańskiego rapera Masty Killi członka Wu-Tang Clan, wydany 1 czerwca 2004 roku nakładem wytwórni Nature Sounds.
Większość utworów została wyprodukowana przez RZA, Mathematics, True Master i stylem przypominają produkcję z albumu Enter the Wu-Tang (36 Chambers), wykorzystując dźwięki z azjatyckich filmów akcji i sample z utworów soulowych z lat 60. i 70.

## Lista utworów
| #  | Tytuł                                             | Producent     | Sample | Czas |
| -- | ------------------------------------------------- | ------------- | --- | ---- |
| 1  | "Born Chamber"                                    |               | - "Za-Zen (Meditation)" w wykonaniu Tony’ego Scotta - Dialogi z filmu Five Deadly Venoms                                                   | 1:16 |
| 2  | "Grab the Mic"                                    | Brock         | - "Big Mac" w wykonaniu Curtisa Mayfileda - "Koto Chotan" w wykonaniu RZA'y                                                                | 2:59 |
| 3  | "No Said Date"                                    | RZA           | - Motyw z serialu "Police Woman" w wykonaniu Henryego Manciniego                                                                           | 2:44 |
| 4  | "Last Drink"                                      | Mathematics   | - "Theme from Cheers (Where Everybody Knows Your Name)" w wykonaniu Garyego Portnoya - Muzyka ze ścieżki dźwiękowej do filmu Wejście smoka | 4:03 |
| 5  | "Love Spell"                                      | Dave West     | - "Life in the Country" w wykonaniu The Ebony's                                                                                            | 4:14 |
| 6  | "The Future (skit)" (gośc. Shamel, Kareem, Jamel) | Hakim Shabazz | - Muzyka z filmu Five Deadly Venoms | 1:28 |
| 7  | "D.T.D" (gośc. Ghostface Killah, Raekwon)         | Mathematics   | - "Try A Little Tenderness" w wykonaniu Otisa Reddinga                                                                                     | 4:13 |
| 8  | "Whatever" (gośc. Streetlife, Prodigal Sunn)      | Mathematics   | - "The Double Cross" w wykonaniu Davida Ruffina                                                                                            | 2:54 |
| 9  | "Secret Rivals" (gośc. Killah Priest, Method Man) | True Master   | - "The House of the Rising Sun" w wykonaniu The Animals                                                                                    | 3:29 |
| 10 | "Skit"                                            |               | - Muzyka z filmu Buddha Assassinator | 0:24 |
| 11 | "Digi Warfare" (gośc. RZA, U-God)                 | Choco         | - "Ain’t No Sunshine" w wykonaniu Harlem Underground Band - "Papa Was Too" w wykonaniu Joego Texa                                          | 4:06 |
| 12 | "Old Man" (gośc. RZA, Ol’ Dirty Bastard)          | RZA           | - "Sanford and Son Theme" w wykonaniu Quincy’ego Jonesa                                                                                    | 2:46 |
| 13 | "Queen"                                           | True Master   | - "The Makings Of You" w wykonaniu Gladys Knight & the Pips                                                                                | 3:40 |
| 14 | "School" (gośc. RZA)                              | RZA           | - "Don't Knock My Love" w wykonaniu Love Peace & Happiness - Dialogi z serialu Good Times                                                  | 3:12 |
| 15 | "Silverbacks" (gośc. Inspectah Deck, GZA)         | True Master   | - "I’ll Play The Blues For You Part 1" w wykonaniu Alberta Kinga                                                                           | 3:26 |
| 16 | "Masta Killa"                                     | Baby Dooks    | - Dialogi z wywiadu Pierre Bertona z Bruce Lee - "Wang Zhaojun" w wykonaniu Liu Jun                                                        | 2:51 |

## Wydania
| Rok  | Nr katalogowy     | Format          | Wytwórnia     | Region |
| ---- | ----------------- | --------------- | ------------- | ------ |
| 2004 | NSD 108           | CD, Album + DVD | Nature Sounds | USA    |
| 2004 | NSD 108           | Płyta winylowa  | Nature Sounds | USA    |
| 2004 | NSD-9108, NSD9108 | CD (promo)      | Nature Sounds | USA    |

## Notowanie
| Rok  | Album        | Notowanie | Notowanie | Notowanie | Notowanie | Notowanie |
| Rok  | Album        | USA 200   | USA R&B   | USA Ind.  | USA Heat. |           |
| ---- | ------------ | --------- | --------- | --------- | --------- | --------- |
| 2004 | No Said Date | 136       | 31        | 3         | 4         |           |

## Twórcy
Opracowano na podstawie materiału źródłowego.

- E. Turner – producent wykonawczy, wokal
- Jose "Choco" Reynoso – nagrywanie, miks, producent
- Michael Sarsfield – mastering
- Dreddy Kruger – A&R
- Brock – producent
- RZA – producent, wokal
- Mathematics – producent
- Dave West – producent
- Hakeem Shabazz – producent
- True Master – producent
- U-God – wokal
- Inspectah Deck – wokal
- Ghostface Killah – wokal
- Raekwon – wokal
- Killah Priest – wokal
- Prodigal Sunn – wokal
- Method Man – wokal
- Streetlife – wokal
- Ol’ Dirty Bastard – wokal
- Baby Dooks – producent
- GZA – producent, wokal
- D. Horwitz – producent
- A. McCaskill – producent